# ファンタシースターオンライン2のメディア一覧
ファンタシースターオンライン2のメディア一覧ではセガが開発・運営するオンラインゲーム『ファンタシースターオンライン2』および『ファンタシースターオンライン2ニュージェネシス』のゲーム外でのメディア情報について記述する。
本項目では公式動画、公式生放送、舞台『ファンタシースターオンライン2 -ON STAGE-』、Webアニメ『アニメぷそ煮込み』について取り扱う。テレビアニメについては以下の通り。
- TBS系列にて2016年に放送されていたアニメについては『ファンタシースターオンライン2 ジ アニメーション』を参照。
- TOKYO MXやBS11にて2019年から2020年にかけて放送されていたアニメについては『ファンタシースターオンライン2 エピソード・オラクル』を参照。

## 公式動画
セガがYouTubeに開設している公式チャンネルのうち、ファンタシースターシリーズ専門のチャンネルとして「PhantasystarCh」がある。PSO2関連ではアップデート紹介ムービーやティザームービー等がアップロードされており、PSO2公式サイトほか、公式サテライトサイトからも動画の閲覧が可能となっている。

### 現在放送中の公式生放送

#### NGS ヘッドライン
PSO2からPSO2NGSにアップデートされるにあたり公式情報配信番組も一新された。MCはヒロ・アライ。
これまでの公式放送よりもコンパクトになっており、ゲームのアップデートや関連商品の情報を伝えることに要点を絞っている。
また、海外向けに同時通訳されたものがグローバル版のチャンネルにて配信されている。
2025年4月より『NGS ヘッドライン WAVE』としてヒロ・アライに代わり長谷川唯がMCを務める。

### 過去に放送されていた公式生放送

#### 情報番組

##### PSO2放送局
ニコニコ生放送を利用した、PSO2の公式情報番組。パーソナリティーは桃井はること会一太郎。また固定ゲストとして榎本温子とPSO2プロデューサー酒井智史が出演するほか、ゲストにPSO2開発陣が出演することもある。なおPS Vita版リリースと前後する時期から、シリーズディレクター木村裕也とPS Vita版ディレクター菅沼裕も、ほぼ毎回出演している。第40回にて菅沼裕が放送局レギュラーを卒業することが発表された。また、ファンタシースタープロジェクトからも外れることが明かされた。第45回にて桃井はること榎本温子の卒業、会一太郎の「PSO2 アークスライブ！」へ異動を以て終了し、後継の『PSO2 STATION!』に引き継がれている。
| 放送回 | 放送日時       | 放送時間         | 備考                                                                          |
| 2012年 | 2012年         | 2012年           | 2012年                                                                        |
| ------ | -------------- | ---------------- | ----------------------------------------------------------------------------- |
| 1      | 2012年9月18日  | 22:00 - 23:45    | [ 4 ]                                                                         |
| 2      | 2012年10月9日  | 21:00 - 23:07    | [ 5 ]                                                                         |
| 3      | 2012年11月6日  | 21:00 - 23:07    | [ 6 ]                                                                         |
| 4      | 2012年12月4日  | 21:00 - 23:12    | [ 7 ]                                                                         |
| 2013年 |                |                  |                                                                               |
| 5      | 2013年2月2日   | 18:00 - 3日18:04 | 24じかん、まるごとセガゲーム「ぷよじかんテレビ」内                            |
| 6      | 2013年3月5日   | 21:00 - 22:59    | [ 9 ]                                                                         |
| 7      | 2013年4月9日   | 21:00 - 23:30    | [ 10 ]                                                                        |
| 8      | 2013年5月14日  | 21:00 - 23:25    | [ 11 ]                                                                        |
| 9      | 2013年6月9日   | 13:00 - 17:43    | 〜感謝祭スペシャル〜 ファンタシースター感謝祭2013東京会場より公開生放送       |
| 10     | 2013年7月9日   | 21:00 - 23:22    | [ 13 ]                                                                        |
| 11     | 2013年7月21日  | 12:00 - 14:45    | 『SEGA STUDIO in TGS 2013』内、ファンタシースター感謝祭2013アークスグランプリ |
| 12     | 2013年8月3日   | 11:30 - 18:15    | 公開生放送SP2 アークスグランプリ決勝大会                                      |
| 13     | 2013年10月15日 | 21:00 - 23:06    | [ 16 ]                                                                        |
| 14     | 2013年11月12日 | 21:00 - 23:37    | [ 17 ]                                                                        |
| 15     | 2013年12月14日 | 21:00 - 17:32    | [ 18 ]                                                                        |
| 2014年 |                |                  |                                                                               |
| 16     | 2014年2月4日   | 21:00 - 23:17    | [ 19 ]                                                                        |
| 17     | 2014年3月4日   | 21:00 - 23:20    | [ 20 ]                                                                        |
| 18     | 2014年4月1日   | 21:00 - 23:47    | [ 21 ]                                                                        |
| 19     | 2014年4月27日  | 15:00 - 16:59    | 〜超会議スペシャル〜@ニコニコ超会議3                                          |
| 20     | 2014年5月27日  | 20:00 - 23:01    | -放送20回記念スペシャル-                                                      |
| 21     | 2014年6月15日  | 13:00 - 18:15    | –感謝祭2014スペシャルin東京-                                                  |
| 22     | 2014年7月26日  | 13:00 - 18:10    | –感謝祭2014スペシャルin札幌-                                                  |
| 23     | 2014年8月16日  | 12:00 - 19:11    | –感謝祭2014スペシャルinアークスGP決勝-                                        |
| 24     | 2014年9月21日  | 12:00 - 17:03    | 『SEGA STUDIO in TGS 2014』内、公開生放送                                     |
| 25     | 2014年10月21日 | 21:00 - 23:17    | [ 28 ]                                                                        |
| 26     | 2014年11月18日 | 20:00 - 23:20    | [ 29 ]                                                                        |
| 27     | 2014年12月15日 | 14:00 - 18:20    | アークスX‘masパーティー2014スペシャル-                                        |
| 2015年 |                |                  |                                                                               |
| 28     | 2015年2月1日   | 15:15 -          | 『ニコニコ闘会議2015』内                                                      |
| 29     | 2015年3月1日   | 14:00 - 17:15    | アークスキャラバン広島スペシャル                                              |
| 30     | 2015年4月5日   | 14:00 - 17:11    | アークスキャラバン仙台スペシャル                                              |
| 31     | 2015年5月5日   | 12:00 - 15:09    | アークスキャラバン四国スペシャル                                              |
| 32     | 2015年6月14日  | 14:00 - 17:14    | アークスキャラバン新潟スペシャル                                              |
| 33     | 2015年7月12日  | 14:00 - 17:29    | アークスキャラバン沖縄スペシャル                                              |
| 34     | 2015年8月16日  | 13:00 - 18:22    | アークスフェスティバル2015スペシャル                                          |
| 35     | 2015年9月20日  | 12:40 - 13:50    | 東京ゲームショウ スペシャル                                                   |
| 36     | 2015年10月31日 | 14:00 - 29:16    | 『PSO』15周年記念 15時間生放送スペシャル！【メインチャンネル】                |
| 36     | 2015年10月31日 | 14:00 - 29:16    | 『PSO』15周年記念 15時間生放送スペシャル！【サブチャンネル】                  |
| 37     | 2015年12月23日 | 13:00 - 19:06    | ファンタシースター感謝祭2016 東京スペシャル                                   |
| 2016年 |                |                  |                                                                               |
| 38     | 2016年1月17日  | 13:00 - 18:00    | ファンタシースター感謝祭2016 福岡スペシャル                                   |
| 39     | 2016年2月20日  | 13:00 - 18:30    | ファンタシースター感謝祭2016 大阪スペシャル                                   |
| 40     | 2016年3月21日  | 12:00 - 19:55    | ファンタシースター感謝祭2016 決勝大会スペシャル                               |
| 41     | 2016年4月16日  | 20:00 - 23:07    | [ 43 ]                                                                        |
| 42     | 2016年5月22日  | 20:00 - 23:04    | [ 44 ]                                                                        |
| 43     | 2016年6月19日  | 20:00 - 23:13    | [ 45 ]                                                                        |
| 44     | 2016年7月17日  | 20:00 - 23:19    | 「ヨーコソ・アークス」大公開スペシャル                                        |
| 45     | 2016年8月13日  | 13:00 - 19:08    | アークスフェス2016サヨナラPSO2放送局SP                                        |

##### PSO2 STATION!
ニコニコ生放送を利用した、PSO2の公式情報番組。MCは諏訪彩花となすなかにし。第27回までPSO2プロデューサー酒井智史とシリーズディレクター木村裕也も出演していた。第37回放送の諏訪彩花と会一太郎の卒業を以て終了となり、公式情報番組は後継の『PSO2 STATION!+』に引き継がれている。
| 放送回 | 放送日時                    | 放送時間                    | ゲスト                                                  | 備考                                               |
| 2016年 | 2016年                      | 2016年                      | 2016年                                                  | 2016年                                             |
| ------ | --------------------------- | --------------------------- | ------------------------------------------------------- | -------------------------------------------------- |
| 1      | 2016年10月29日              | 20:00 - 22:29               |                                                         | [ 48 ]                                             |
| 2      | 2016年11月19日              | 12:00 - 14:00               | 木村珠莉                                                | セガフェス内公開生放送                             |
| 3      | 2016年12月17日              | 15:00 - 18:12               | 佐藤聡美                                                | アークスX'masパーティー2016スペシャル              |
| 2017年 |                             |                             |                                                         |                                                    |
| 4      | 2017年1月28日               | 20:00 - 22:24               | 伊瀬茉莉也                                              | [ 51 ]                                             |
| 5      | 2017年2月18日               | 20:00 - 22:45               | 植田佳奈、齊藤陽介                                      | [ 52 ]                                             |
| 6      | 2017年3月18日               | 20:00 - 22:00               | 洲崎綾                                                  | [ 53 ]                                             |
| 7      | 2017年4月15日               | 20:00 - 22:00               | 佐藤利奈                                                | [ 54 ]                                             |
| 8      | 2017年5月13日               | 20:00 - 22:00               | 喜多村英梨                                              | [ 55 ]                                             |
| 9      | 2017年6月10日               | 13:00 - 18:30               |                                                         | 感謝祭2017スペシャル東京会場                       |
| 10     | 2017年7月15日               | 13:00 - 18:30               | 佳村はるか                                              | 感謝祭2017スペシャル名古屋会場                     |
| 11     | 2017年8月12日               | 11:00 - 19:00               | チョー、緒方恵美                                        | 感謝祭2017スペシャル決勝会場                       |
| 12     | 2017年9月24日               | 12:00 - 13:15               | 日笠陽子                                                | 東京ゲームショウ2017セガゲームスステージ内         |
| 13     | 2017年10月17日              | 21:00 - 23:00               | 沼倉愛美                                                | [ 60 ]                                             |
| 14     | 2017年11月21日              | 21:00 - 23:00               | 柿原徹也                                                | [ 61 ]                                             |
| 15     | 2017年12月16日              | 15:00 - 18:00               | 潘めぐみ                                                | アークスX'masパーティー2017スペシャル              |
| 2018年 |                             |                             |                                                         |                                                    |
| 16     | 2018年1月16日               | 21:00 - 23:00               | 飛田展男                                                | [ 63 ]                                             |
| 17     | 2018年2月20日               | 21:00 - 23:00               | 阿澄佳奈                                                | [ 64 ]                                             |
| 18     | 2018年3月20日               | 21:00 - 23:00               | 金田朋子                                                | [ 65 ]                                             |
| 19     | 2018年4月15日               | 14:30 - 16:30               | 悠木碧                                                  | セガフェス2018ステージ内                           |
| 20     | 2018年5月22日               | 21:00 - 23:00               | 下野紘                                                  | [ 67 ]                                             |
| 21     | 2018年6月19日               | 21:00 - 23:00               | 水橋かおり                                              | [ 68 ]                                             |
| 22     | 2018年7月24日               | 21:00 - 23:00               | 秋元羊介                                                | [ 69 ]                                             |
| 23     | 2018年8月28日               | 21:00 - 23:00               | 皆口裕子                                                | [ 70 ]                                             |
| 24     | 2018年9月23日               | 11:00 - 12:00               | 島本須美                                                | 東京ゲームショウ2018セガゲームスステージ内         |
| 25     | 2018年10月30日              | 21:00 - 23:00               | 江口拓也                                                | [ 72 ]                                             |
| 26     | 2018年11月20日              | 21:00 - 23:00               | 高橋未奈美                                              | [ 73 ]                                             |
| 27     | 2018年12月15日              | 15:00 - 18:00               | 潘めぐみ                                                | アークスXmasパーティー2018スペシャル               |
| 2019年 |                             |                             |                                                         |                                                    |
| 28     | 2019年1月29日               | 21:00 - 23:00               | 長谷川唯                                                | [ 75 ]                                             |
| 29     | 2019年3月10日               | 13:00 - 18:30               | 藤本結衣、天野名雪                                      | PS感謝祭2019スペシャル東京会場                     |
| 30     | 2019年3月31日               | 14:00 - 15:00               | 市来光弘                                                | セガフェス2019ステージ内                           |
| 31     | 2019年4月21日               | 13:00 - 18:20               | 市来光弘、天野名雪                                      | PS感謝祭2019スペシャル名古屋会場                   |
| 32     | 2019年5月25日               | 13:00 - 18:00               | 藤本結衣                                                | PS感謝祭2019スペシャル札幌会場                     |
| 33     | 2019年6月8日                | 13:00 - 17:30               | 汐月しゅう、天野名雪                                    | PS感謝祭2019スペシャル福岡会場                     |
| 34     | 2019年7月14日               | 13:00 - 18:15               | 汐月しゅう、天野名雪                                    | PS感謝祭2019スペシャル神戸会場                     |
| 35     | 2019年8月17日               | 11:00 - 19:00               | 齊藤夢愛、長谷川唯、藤本結衣 天野名雪、小野大輔、下野紘 | PS感謝祭2019スペシャル決勝会場                     |
| 36     | 2019年9月14日 2019年9月15日 | 16:15 - 16:45 11:15 - 12:15 | 佐藤聡美、木村良平 花澤香菜                             | 東京ゲームショウ2019セガゲームス・アトラスブース内 |
| 37     | 2019年10月5日               | 16:00 - 18:00               | 会一太郎                                                | エトワール先行体験会SP                             |

##### PSO2 STATION!+
YouTube、Periscopeを利用した、PSO2 STATION!の後継となるPSO2の公式情報番組。情報番組としては「PSO2放送局」「PSO2 STATION」に続き3番組目となる。MCはなすなかにし。全13回
| 放送回 | 放送日時       | 放送時間      | ゲスト | 備考     |
| 2019年 | 2019年         | 2019年        | 2019年 | 2019年   |
| ------ | -------------- | ------------- | --- | -------- |
| 1      | 2019年11月5日  | 20:30 - 22:30 | 長谷川唯 | [ 86 ]   |
| 2      | 2019年12月10日 | 20:30 - 22:30 | 市来光弘 | [ 87 ]   |
| 2020年 |                |               | |          |
| 3      | 2020年1月14日  | 20:30 - 22:30 | 天野名雪 | [ 88 ]   |
| 4      | 2020年2月18日  | 20:30 - 22:30 | 佐武宇綺 | [ 89 ]   |
| 5      | 2020年3月24日  | 20:30 - 22:30 | モアイ岩下 | [ 90 ]   |
| 6      | 2020年5月19日  | 20:30 - 22:30 | 郡正夫 | 事前収録 |
| 7      | 2020年6月23日  | 20:30 - 22:30 | 佐武宇綺 | 事前収録 |
| 8      | 2020年8月7日   | 20:30 - 22:30 | 市来光弘 | 事前収録 |
| 9      | 2020年9月8日   | 20:30 - 22:30 | 天野名雪 | 事前収録 |
| 10     | 2020年10月20日 | 20:30 - 22:30 | モアイ岩下 | 事前収録 |
| 11     | 2020年11月24日 | 20:30 - 22:30 | 長谷川唯 | 事前収録 |
| 2021年 |                |               | |          |
| 12     | 2021年1月23日  | 20:30 - 22:30 | 会一太郎 | 事前収録 |
| 13     | 2021年3月26日  | 20:00 - 22:30 | 桃井はるこ, 会一太郎, 榎本温子 高野麻里佳, 小原莉子, 高木友梨香 齊藤夢愛, 清水あいり, 長谷川唯 諏訪彩花, 潘めぐみ | [ 98 ]   |

#### プレイレポート番組

##### PSO2アークス候補生!
ニコニコ生放送を利用した、PSO2公式のプレイレポート番組。アニメやゲームに関わりの深い若手女性芸能人がPSO2をプレイする様子を、定期的に生放送するというもの。パーソナリティーは複数名おり、各人が個別にプレイし、毎週所定の曜日の決まった時間に生放送が行なわれた。公式番組ではあるが、パーソナリティたちは一般プレイヤーと同等の立場でプレイするという方針で放送された。
放送期間は2014年4月から2015年4月の約1年間で、パーソナリティは高野麻里佳（月曜）、小原莉子（木曜）、高木友梨香（金曜）の3名。
各パーソナリティーの放送は50回行われ、ニコニコ生放送『PSO2アークス候補生! 〜卒業Special〜』をもって企画終了となった。なお、『アークス候補生!』のパーソナリティー3名は「DFG（ダークファルスガールズ）」と改められ、企画終了後も『放送局』やイベント等のPSO2公式企画に出演している。

##### PSO2アークス広報隊!
ニコニコ生放送を利用した、PSO2公式のプレイレポート番組。上述の『アークス候補生!』企画終了に伴い始まったもので、『アークス候補生!』と同様に、運営からの公認を受けたパーソナリティーがPSO2をプレイする様子を、定期的に生放送するもの。パーソナリティーは複数名おり、各人が個別にプレイし、毎週所定の曜日の決まった時間に生放送が行なわれる。
放送期間は2015年6月から2016年6月の約1年間で、パーソナリティは「タレント」齊藤夢愛（月曜）、「お笑い芸人」なすなかにし（火曜）、「グラビアアイドル」清水あいり（木曜）、「声優」長谷川唯（金曜）の4組5名。
各パーソナリティーの放送は53回行われ、ニコニコ生放送『PSO2アークス広報隊–アークス広報隊卒業!Special-』をもって企画終了となった。なお、『アークス広報隊!』のパーソナリティー4組は「アークス広報隊!-NT」と改められ、企画終了後も『放送局』やイベント等のPSO2公式企画に出演している。

#### トーク番組

##### PSO2 アークスライブ!
ニコニコ生放送を利用した、PSO2の公式情報番組。ホストは会一太郎。第17回まではシリーズディレクター木村裕也、第18-28回はEP5ディレクター濱崎大輝が出演している。「PSO2 アークスライブ!」はトーク編、「PSO2 アークスライブ! ワンモア!」は実機プレイ編となっている。「PSO2 アークスライブ! ワンモア!」はYoutube Live、FRESH!、Periscope（第16回 - ）でも視聴可能。第28回以降は放送されず、会一太郎がPSO2を卒業したため終了した。
| 放送回 | 放送日時       | 放送時間      | ゲスト                           | 備考    |
| 2016年 | 2016年         | 2016年        | 2016年                           | 2016年  |
| ------ | -------------- | ------------- | -------------------------------- | ------- |
| 1      | 2016年10月8日  | 20:00 - 21:30 | 市来光弘                         | [ 101 ] |
| 1      | 2016年10月8日  | 22:00 - 23:30 | 市来光弘                         | [ 102 ] |
| 2      | 2016年11月5日  | 20:00 - 21:30 | 齊藤夢愛                         | [ 103 ] |
| 2      | 2016年11月5日  | 22:00 - 23:30 | 齊藤夢愛                         | [ 104 ] |
| 3      | 2016年12月10日 | 20:00 - 21:30 | エリック・ニコラス               | [ 105 ] |
| 3      | 2016年12月10日 | 22:00 - 23:30 | エリック・ニコラス               | [ 106 ] |
| 2017年 |                |               |                                  |         |
| 4      | 2017年1月7日   | 20:00 - 21:30 | 長谷川唯、汐月しゅう             | [ 107 ] |
| 4      | 2017年1月7日   | 22:00 - 23:30 | 長谷川唯、汐月しゅう             | [ 108 ] |
| 5      | 2017年2月4日   | 20:00 - 21:30 | 秦佐和子                         | [ 109 ] |
| 5      | 2017年2月4日   | 22:00 - 23:30 | 秦佐和子                         | [ 110 ] |
| 6      | 2017年3月4日   | 20:00 - 21:30 | 市来光弘                         | [ 111 ] |
| 6      | 2017年3月4日   | 22:00 - 23:30 | 市来光弘                         | [ 112 ] |
| 7      | 2017年4月1日   | 20:00 - 21:30 | 電撃PlayStation編集部 レトロ吉田 | [ 113 ] |
| 7      | 2017年4月1日   | 22:00 - 23:30 | 電撃PlayStation編集部 レトロ吉田 | [ 114 ] |
| 8      | 2017年5月6日   | 20:00 - 21:30 | モアイ岩下                       | [ 115 ] |
| 8      | 2017年5月6日   | 22:00 - 23:30 | モアイ岩下                       | [ 116 ] |
| 9      | 2017年7月8日   | 20:00 - 21:30 | 秦佐和子                         | [ 117 ] |
| 9      | 2017年7月8日   | 22:00 - 23:30 | 秦佐和子                         | [ 118 ] |
| 10     | 2017年8月5日   | 20:00 - 21:30 | 郡正夫                           | [ 119 ] |
| 10     | 2017年8月5日   | 22:00 - 23:30 | 郡正夫                           | [ 120 ] |
| 11     | 2017年9月2日   | 20:00 - 21:30 | エリック・ニコラス               | [ 121 ] |
| 11     | 2017年9月2日   | 22:00 - 23:30 | エリック・ニコラス               | [ 122 ] |
| 12     | 2017年10月7日  | 20:00 - 21:30 | 高木友梨香                       | [ 123 ] |
| 12     | 2017年10月7日  | 22:00 - 23:30 | 高木友梨香                       | [ 124 ] |
| 13     | 2017年11月4日  | 20:00 - 21:30 | 齊藤夢愛                         | [ 125 ] |
| 13     | 2017年11月4日  | 22:00 - 23:30 | 齊藤夢愛                         | [ 126 ] |
| 14     | 2017年12月2日  | 20:00 - 21:30 | 小原莉子                         | [ 127 ] |
| 14     | 2017年12月2日  | 22:00 - 23:30 | 小原莉子                         | [ 128 ] |
| 2018年 |                |               |                                  |         |
| 15     | 2018年1月13日  | 20:00 - 21:30 | 那須晃行                         | [ 129 ] |
| 15     | 2018年1月13日  | 22:00 - 23:30 | 那須晃行                         | [ 130 ] |
| 16     | 2018年2月3日   | 20:00 - 21:30 | 中西茂樹                         | [ 131 ] |
| 16     | 2018年2月3日   | 22:00 - 23:30 | 中西茂樹                         | [ 132 ] |
| 17     | 2018年3月3日   | 20:00 - 21:30 | 汐月しゅう                       | [ 133 ] |
| 17     | 2018年3月3日   | 22:00 - 23:30 | 汐月しゅう                       | [ 134 ] |
| 18     | 2018年4月7日   | 20:00 - 21:30 | 郡正夫                           | [ 135 ] |
| 18     | 2018年4月7日   | 22:00 - 23:30 | 郡正夫                           | [ 136 ] |
| 19     | 2018年5月12日  | 20:00 - 21:30 | 週刊ファミ通編集部 ゆーみん17    | [ 137 ] |
| 19     | 2018年5月12日  | 22:00 - 23:30 | 週刊ファミ通編集部 ゆーみん17    | [ 138 ] |
| 20     | 2018年6月9日   | 20:00 - 21:30 | 長谷川唯                         | [ 139 ] |
| 20     | 2018年6月9日   | 22:00 - 23:30 | 長谷川唯                         | [ 140 ] |
| 21     | 2018年7月7日   | 20:00 - 21:30 | ビートまりお                     | [ 141 ] |
| 21     | 2018年7月7日   | 22:00 - 23:30 | ビートまりお                     | [ 142 ] |
| 22     | 2018年8月4日   | 20:00 - 21:30 | モアイ岩下                       | [ 143 ] |
| 22     | 2018年8月4日   | 22:00 - 23:30 | モアイ岩下                       | [ 144 ] |
| 23     | 2018年9月8日   | 20:00 - 21:30 | 天野名雪                         | [ 145 ] |
| 23     | 2018年9月8日   | 22:00 - 23:30 | 天野名雪                         | [ 146 ] |
| 24     | 2018年10月6日  | 20:00 - 21:30 | 市来光弘                         | [ 147 ] |
| 24     | 2018年10月6日  | 22:00 - 23:30 | 市来光弘                         | [ 148 ] |
| 25     | 2018年11月3日  | 20:00 - 21:30 | 藤本結衣                         | [ 149 ] |
| 25     | 2018年11月3日  | 22:00 - 23:30 | 藤本結衣                         | [ 150 ] |
| 26     | 2018年12月1日  | 20:00 - 21:30 | 齊藤夢愛                         | [ 151 ] |
| 26     | 2018年12月1日  | 22:00 - 23:30 | 齊藤夢愛                         | [ 152 ] |
| 2019年 |                |               |                                  |         |
| 27     | 2019年1月19日  | 20:00 - 21:30 | エリック・ニコラス               | [ 153 ] |
| 27     | 2019年1月19日  | 22:00 - 23:30 | エリック・ニコラス               | [ 154 ] |
| 28     | 2019年2月9日   | 20:00 - 21:30 | 郡正夫                           | [ 155 ] |
| 28     | 2019年2月9日   | 22:00 - 23:30 | 郡正夫                           | [ 156 ] |

## 舞台『ファンタシースターオンライン2 -ON STAGE-』
2014年12月に『ファンシースターオンライン2 - ON STAGE -』のタイトルで青山劇場にて上演。主演は蒼井翔太、新田恵海。
プロデューサーの酒井智史によれば『ゲーム内NPC達を舞台で再現するのではなく、現実世界とPSO2世界を行き来する物語』で現実世界とPSO2世界の衣裳を着た役者で分かれており、衣裳もアクション性を考慮しつつもPSO2らしさを兼ねた上、人気衣裳を再現している。ヒューマンやデューマンなどゲームと同じ種族が登場するが、キャストについては映像での参加になる可能性がある。また、PSO2開発チームがスーパーバイザーとして参加。脚本の監修、宣伝写真を基に作られたPSO2キャラクターとエネミーの映像、本家PSO2のBGM提供等、深く関わっている。出演俳優には舞台経験が多数ある声優や舞台俳優だけでなく、PSO2放送局の出演者である榎本温子と会一太郎の2人が本人役として出演する。公演チケット購入特典として主演二人のボイスチケットや2人が着用する「星濱（ほしはま）学園」の制服・パンフレット購入特典として物語のキーアイテム「*スタークエイサー」の武器迷彩と井上和彦と井上喜久子の2人のボイスチケットが劇場入場時にアイテムコードカード配布することが決定している。舞台初日の12/4と12/6の各公演一枠ずつ、ニコニコ生放送での配信が行われる（初日のみ30分無料配信。その先は有料の視聴チケットが必要）。

### あらすじ（舞台）
「PSO2」がゲームサービスを開始してから10周年を迎えた2022年。オンラインゲームの進化はとどまることを知らず、「バーチャルドライブ」と呼ばれるデバイスを通してよりリアルにゲームを体感できるようになっていた。
そんなある日。とある街―『星濱（ほしはま）』に暮らす平凡な男子高校生「タクヤ」がいつものように仲間たちとPSO2を楽しんでいると、突然「ミラ」というNPCが現れタクヤ達に「すぐに立ち去れ」と警告する。直後、現実世界で起きたトラブルによりタクヤはログアウトさせられ、それに付随してミラも現実世界へ来てしまう。次第に事態はゲームから大きく逸脱するばかりか、封印されていたはずの闇が再び胎動し始めPSO2と現実世界、2つの世界で混乱が起きてしまう。

### 登場人物（舞台）

#### 現実世界
タクヤ
演 - 蒼井翔太
舞台版『PSO2』の主人公でゲームにおけるプレイヤーに該当。性格はよくも悪くも今時の男子高校生であり、「努力する」ことを格好悪いと考え必要以上に頑張ることには抵抗を示している。アイドルのYUMIには猛烈にほれ込んでおり、ユミの正体を知ってからはすっかり好意を見せていたが、周りの人間と協調性を見せず真剣になろうとしないため軽蔑されてしまう。一方で、差別や偏見などで他人を見たりせず対等に接するところがある。
星濱に暮らす平凡な高校二年生で『PSO2』では上級プレイヤー。劇中ではオンラインとオフラインの役者は分かれているが、タクヤは蒼井翔太が一貫して演じる。教師である田中から日ごろの感謝として貰ったバーチャルドライブで『PSO2』にログインするも、ゲーム内での異変に巻き込まれ強制ログアウトさせられてしまう。その際に自宅へ戻るが、一緒にNPCミラまでこちら側へ来てしまっていた。否応なしに彼女とかかわることとなり、ダークファルスとの戦いに巻き込まれてしまう。それを皮切りにオンラインの仲間たちとオフ会を行うこととなり、彼らとの出会いを通じて人間として大きく成長していく。
終盤ではミラに諭されたことでダークファルス打倒のために必要な武器「スタークエーサー」をゲーム内で探し回り、疲労の余り倒れてしまった。だが誰よりも努力する姿を仲間たちに認められ、終盤ではスタークエーサーを手に主人公として活躍する。またユミに対しても「熱烈なファン」ではなく「友人」として接する用になり前述のような好意を見せる態度は見せなくなった。
ユミ
演 - 新田恵海
タクヤと同じ高校に通う『PSO2』が大好きな三年生。実はタクヤがおっかけをしているアイドルのYUMI。忙しい時間の合間を縫いながらゲームを楽しんでいる。
ユミのプロデューサーをしている男性はファンタシースターシリーズプロデューサー酒井智史が音声のみで出演している。
一ノ瀬
演 - 井上和彦
タクヤやユミ達が暮らす星濱の知事でゲーム否定論者。公式グッズのブロマイドではカエデとツーショットで撮影されている。外では知事として威厳を見せるが、かなりの愛妻家であり恐妻家。妻に甘く基本的に逆らえない。
自身が発案した「オンラインゲームへの接続制限」政策を行った結果、『PSO2』内で大量のプレイヤー強制ログアウトやゲーム内の異変を引き起こしてしまう。また妻カエデが意識不明の状態になったことでよりゲームへの偏見が増し、「ゲームで頭がおかしくなった奴に妻が教われた」と思い込んでしまった。終盤ではタクヤたちの協力を受け入れ、ダークファルス打倒をゲーム外から援護した。エンディングではゲームに対する偏見もかなり薄れ、（劇中の）『PSO2放送局』にゲストとして登場しゲームの面白さにすっかりハマっていた。
田中
演 - 高橋広樹
星濱学園の高校教師。気弱な性格で威厳がなく、登校するだけで生徒たちから陰口をたたかれたり自転車のサドルを盗まれたりしている。そのため腹痛を起こして登校拒否してしまうこともあった。
他の生徒と違い、教師としてだけでなく同じゲームが好きな仲間として接してくれるタクヤに感謝しており、バーチャルドライブをプレゼントをした。
しかし、その心の弱さをダークファルスに突かれ憑依されてしまい、ゲーム内だけではなくやがて現実世界においても人格を奪われてしまった。最後は自力でダークファルスの支配を振り切り、ゲーム内の世界にて実体を持ち取り押さえることに成功。自分ごとダークファルスを倒すようにタクヤに告げ、唯一対等に接してくれる彼に感謝の言葉を述べた。エンディングでは奇跡的に助かったことが語られており、手術は成功して意識も取り戻したという。
アキラ
演 - 小西克幸
『PSO2』プレイヤー。コミュニケーション能力が高い中年男性。職業は漁師。豪放磊落を絵に描いたような人物だが面倒見がいい。タクヤたちの頼れる兄貴分といった感じで、メンバーを引っ張っていく。カエデとは絡みが多め。エンディングの後日談では二人で一緒に歩くなど仲の良さが伸展している様子。
レイコ
演 - 井上喜久子
星濱にすむ主婦でタクヤの母親。ゲームばかりしている息子に悩んでおり「次のテストで成績が落ちたらパソコン取り上げるよ！」と脅しをかけるが、軽くあしらわれてしまう。
タクヤと二人の母子家庭のため、夜勤をしている。実は三代目ダークファルスを密かに倒した「伝説のアークス」であり、タクヤたちの前に「R（アール）」と名乗って現われ援護した。
カエデ
演 - 白華れみ
知事・一之瀬の妻。専業主婦で最近PSO2を始めたばかり。夫がゲーム嫌いのため密かに隠れてプレイしている。いわゆるセレブだが実は誰よりも男勝り。公式グッズのブロマイドでは一ノ瀬とツーショットで撮影されている。
ニコ生PSO2放送局メンバー 榎本温子
演 - 榎本温子
本人役。PSO2放送局局長代理（固定ゲスト）
宣伝用写真で左腕には「バーチャルドライブ」を装着している。これは劇中で『PSO2』をよりリアルに体感するために作られたデバイスであり、精神的にゲームにログイン可能。
チャットも現実世界での会話と同じようにできる（一方でバーチャルドライブを使わない従来通りの方法も存在している）。
ニコ生PSO2放送局メンバー 会一太郎
演 - 会一太郎
本人役。PSO2放送局副局長。
公演中（PSO2放送局パート）はリアルタイムモーションキャプチャを使って『PSO2』のPVで登場するヒューマー「アッシュ」を動かしたり、おなじみの謎かけをリハーサルや公演ごとに内容を変えて披露した。舞台後のニコ生PSO2放送局で「かなり鍛えられた」と発言している

#### 『PSO2』（オラクル）世界のNPCおよびプレイヤーキャラクターたち
ミラ
演 - 久住小春
『PSO2』のNPCでデューマンの女性。ゲーム内で出会ったタクヤ達にある警告を促すが聞き入れてもらえず、タクヤが持っていた武器を奪い攻撃をするが、突如起きたゲーム内の異変に巻き込まれ強制ログアウトさせられたタクヤと共に現実世界へ出てきてしまう。
現実世界に出た後は星濱学園にタクヤの同級生として転入し、事件の解決に協力する。当初はタクヤと険悪だったもののミラのまっすぐな生き方はタクヤに大きく影響を与え成長させるに至った。
終盤では現実世界で操られた田中（ダークファルス）の不意打ちからタクヤを庇い、命を落としてしまう。ミラの遺志を継いだタクヤによってダークファルスは滅ぼされ、エピローグでは再びゲーム世界のNPCとしてタクヤとユミの前に現れる。復活はしたもののこれまでの記憶を失っていると見られていたが、実際はタクヤたちのことは覚えており、3人が再会を果たすところで幕が引かれることになる。
なお、この「ゲーム内から現実世界にNPCが現れる」という設定はEP4やアニメ版にも用いられている。
ユータ
演 - 宮垣祐也
リーダータイプの男性テクター。
何かと熱くなりがちなKAZUをなだめたり、ネットマナーを大事にしている。現実世界ではユミ。
当初はこちらがスタークエイサーを使用していたが使いこなせなかったためすぐにタクヤの手に渡った。
ありす☆ミ
演 - 小宮有紗
策略家タイプのニューマン女性レンジャー。
礼儀正しい淑女を絵に描いたようなキャラクターだが、現実世界では漁師を営んでいるアキラ。タクヤには「漁師」を「美容師」と思われていた。
†KAZU†
演 - オラキオ
勇猛果敢な男性ファイター。
タクヤ達の仲間内ではツッコミ担当で血の気が多いキャラクター。現実世界では専業主婦のカエデ。
R役の菊地美香と共にPSO2放送局に出演した際に本名「たかし」であることを明かしたせいか、ニコ生の舞台中継を見ている視聴者がKAZUの登場シーンの度に弾幕を張って盛り上げたり、舞台終了後のあいさつでも名前ネタについて共演者からもイジられ、さらには観客から「たかしコール」が発生した。
R（アール）
演 - 菊地美香
伝説の女性アークス。
劇中でユータが解説した【巨躯】のうち、イベントで誰も倒せなかった3代目を倒した。
エピローグでは、その正体はタクヤの母であることが示唆されている。
KaNaTa
演 - 林明寛
一線級の男性アークス　圧倒的プレイヤースキルと統率力でトップチームを率いるチームリーダー。現実世界ではうだつの上がらない教師・田中。
誰からも頼られ、尊敬されるリーダー。しかしすでに後述の【巨躯】によって憑依されており、終盤では変わり果てた姿でタクヤたちと対峙することとなる。
【巨躯】（エルダー）
実際のゲームと同じく、アークスに立ちはだかるダークファルスの一体。劇中では10年前に登場した（2014年現在のゲーム内）2代目、イベントで猛威をふるった3代目は密かに倒され、今回の事件の黒幕として4代目が登場。元のゲーム同様、ゲーム内キャラクターに憑依し暗躍していた。

### 主題歌（舞台）
主題歌「Phantasista」
作詞・作曲 - 桃井はるこ / 編曲 - manzo / 歌 - TAKUYA（蒼井翔太）、YUMI（新田恵海）
挿入歌「Dreamcasting」
作詞・作曲 - 桃井はるこ / 編曲 - Hraddy / 歌 - YUMI（新田恵海）

### スタッフ（舞台）
出典
- 主催 - 株式会社セガ、株式会社ディー・バイ・エル・クリエイション
- 原作 - 『ファンタシースターオンライン2』（セガ）
- スーパーバイザー - 酒井智史（『PSO2』シリーズプロデューサー）、木村裕也（『PSO2』シリーズディレクター）、『PSO2』開発チーム
- プロデューサー - 中山雅弘
- 脚本・演出 - 斎藤栄作
- 美術 - 乘峯雅寛
- 音響 - 山本浩一
- 照明 - 吉川ひろ子
- アクション指導 - 永瀬尚希
- 振付 - 奥山桃子
- 衣装 - 木鋪ミヤコ
- ヘアメイク - 小野恵理子
- 演出助手 - 山口美絵
- 舞台監督 - 中村貴彦
- 衣装協力 - 株式会社リアラ、株式会社アーティファクト
- 制作 - 有限会社レイネット
- Powered by DL-EDGE

## Webアニメ『アニメぷそ煮コミ』
Web漫画『ぷそ煮コミ』を原作とした『アニメぷそ煮コミ』が2019年1月8日よりYouTube、ニコニコ動画にて配信された。全20話。2020年4月7日より第二期として『アニメぷそ煮コミおかわり』がYouTube、ニコニコ動画で毎週火曜日に配信しており全26話。
ストーリーの構成の都合上から複数の話をまとめたり、セリフや場面の変更などがある。また、2019年8月17日に開催されたファンタシースター感謝祭2019にて第2期の製作と2020年春ごろに配信予定が告知された。発表についてはライブステージのゲストとして参加していた、みたらし役の田辺留依とテトラ役の引坂りえの二人も一切知らされていなかった。
各話の最後で発表されるキーワードをPSO2ゲーム内チャットで発言することでアイテム交換が可能な消費アイテム「ぷそ煮コミメモリ」が獲得できる

### 登場人物・キャスト（Webアニメ）
- みたらし - 田辺留依
- テトラ - 引坂理絵
- イチカ - 金田アキ
- ゼクト - 佐藤友啓
- 牧野 - 千本木彩花
- テトラ（リアル♂） - 虎島貴明
- イチカ（リアル♀） - 杉澤摩耶
- ドルチェ - 清水彩香
- 猫ノ宮 - 金田アキ
- 夏川 - 虎島高明

### スタッフ（Webアニメ）
- 原作・キャラクター原案 - ペケこ
- 企画・プロデュース - セガゲームス『PSO2』開発チーム
- 監督・編集 - あさをゆうじ
- キャラクターデザイン - 蜂屋晴海
- 3DCG - 寺岡大輝
- 音響監督 - 赤間明吉
- アニメーションプロデューサー - 高橋真
- アニメーション制作 - ポイント・ピクチャーズ
- 製作 - セガゲームス

### 主題歌（Webアニメ）
主題歌「煮コ☆ミュニケーション」
作詞 - ビートまりお / 作曲・編曲 - ARM＋ビートまりお / 歌 - あまね＋ビートまりお

### 各話リスト
| 話数   | サブタイトル                     | 脚本     | コンテ       | 作画                | 配信日        | ぷそ煮メモ                                                                            |
| 第1期  | 第1期                            | 第1期    | 第1期        | 第1期               | 第1期         | 第1期                                                                                 |
| ------ | -------------------------------- | -------- | ------------ | ------------------- | ------------- | ------------------------------------------------------------------------------------- |
| 第1話  | 「明けまして」から始まるRPG      | 外原祥子 | あさをゆうじ | 金子亜沙実          | 2019年 1月8日 | ロビー エステ                                                                         |
| 第2話  | アークスに歴史あり               | 外原祥子 | あさをゆうじ | 金子亜沙実          | 1月15日       | 緊急クエスト 年齢                                                                     |
| 第3話  | §イチカ§と不思議な牧野くん       | 外原祥子 | 蜂屋晴海     | 金子亜沙実          | 1月22日       | スクラッチ §（セクション）                                                            |
| 第4話  | 狙うはボーナスキー金             | 外原祥子 | 蜂屋晴海     | 金子亜沙実          | 1月29日       | おすすめクエスト オペレーター                                                         |
| 第5話  | キャラ名とマグのヒミツ           | 外原祥子 | 蜂屋晴海     | 金子亜沙実          | 2月5日        | フランカ's カフェ 個人情報 マグ / マグ2 本当の話だよ!!                                |
| 第6話  | スクリーンショットのヒミツ       | 外原祥子 | 蜂屋晴海     | 金子亜沙実          | 2月12日       | 頭上の表示                                                                            |
| 第7話  | ゼクトと思い出の武器             | 外原祥子 | 蜂屋晴海     | 金子亜沙実          | 2月19日       | ジェットブーツ 世の中にはいろんな趣味の人がいるよ!                                    |
| 第8話  | 究極のキャラクリって？           | 外原祥子 | 蜂屋晴海     | 金子亜沙実          | 2月26日       | フレンドパートナー フレンドパートナー2                                                |
| 第9話  | こだわりのアレ                   | 外原祥子 | 蜂屋晴海     | 金子亜沙実          | 3月5日        | マイルームの内装 ダークブラスト                                                       |
| 第10話 | カノジョの事情                   | 外原祥子 | 蜂屋晴海     | 金子亜沙実          | 3月12日       | プレゼントボックス                                                                    |
| 第11話 | いざ、感謝祭へ！                 | 外原祥子 | 蜂屋晴海     | 金子亜沙実          | 3月19日       |                                                                                       |
| 第12話 | 気になるドルチェさん             | 外原祥子 | 蜂屋晴海     | 金子亜沙実          | 3月26日       | エマージェンシートライアル                                                            |
| 第13話 | おっさんレベルカンスト           | 外原祥子 | 蜂屋晴海     | 金子亜沙実 密本麻衣 | 4月2日        | PSO2の日                                                                              |
| 第14話 | お誘いオンとオフ                 | 外原祥子 | 蜂屋晴海     | 金子亜沙実 密本麻衣 | 4月9日        | マルぐる フランカ's カフェ                                                            |
| 第15話 | アークス温泉へようこそ           | 外原祥子 | 蜂屋晴海     | 金子亜沙実 密本麻衣 | 4月16日       | ギャザリング チームルームの風景                                                       |
| 第16話 | ホンネとタテマエ                 | 外原祥子 | 蜂屋晴海     | 金子亜沙実 密本麻衣 | 4月23日       |                                                                                       |
| 第17話 | エピソード6と消したい過去        | 外原祥子 | 蜂屋晴海     | 金子亜沙実 密本麻衣 | 4月30日       | おすすめクエスト② 受けられる回数は深夜0時でリセット                                   |
| 第18話 | バレてる？バレてない？           | 外原祥子 | 蜂屋晴海     | 密本麻衣            | 5月7日        | 料理                                                                                  |
| 第19話 | ボクがログインできないワケ       | 外原祥子 | あさをゆうじ | 密本麻衣            | 5月14日       |                                                                                       |
| 第20話 | みんなの煮コミュニケーション     | 外原祥子 | -            | 密本麻衣            | 5月21日       |                                                                                       |
| 第2期  |                                  |          |              |                     |               |                                                                                       |
| 第1話  | 「ステマ」からはじまるRPG        | 外原祥子 | あさをゆうじ | 清水麻祐子          | 2020年 4月7日 | ステマ                                                                                |
| 第2話  | いつもと違う俺私                 | 外原祥子 | あさをゆうじ | 清水麻祐子          | 4月14日       | カラーチェンジ すぐ慣れる ボディーペイント                                            |
| 第3話  | キャストはエッチ！？             | 外原祥子 | あさをゆうじ | 清水麻祐子          | 4月21日       |                                                                                       |
| 第4話  | 不意打ちクリティカル             | 外原祥子 | あさをゆうじ | 清水麻祐子          | 4月28日       | 立ち姿                                                                                |
| 第5話  | 牧野家の人々                     | 外原祥子 | あさをゆうじ | 清水麻祐子          | 5月5日        | アークスカフェ                                                                        |
| 第6話  | 牧野家の人々 おかわり            | 外原祥子 | あさをゆうじ | 清水麻祐子          | 5月12日       |                                                                                       |
| 第7話  | ふたりのヒメゴト                 | 外原祥子 | あさをゆうじ | 清水麻祐子          | 5月19日       | マイルームの部屋数 メンテナンスの日にSNS上でスクショを投稿して交流する人たちがいるよ… |
| 第8話  | 灼熱のバッドステータス           | 外原祥子 | あさをゆうじ | 清水麻祐子          | 5月26日       | ラッピースーツ 銃座は年々強くなってるぞ！                                             |
| 第9話  | クリスマス修羅回                 | 外原祥子 | あさをゆうじ | 清水麻祐子          | 6月2日        |                                                                                       |
| 第10話 | 能あるナントカは草を生やす？     | 外原祥子 | あさをゆうじ | 密本麻衣            | 6月9日        | アドバンスクエスト 野良参加                                                           |
| 第11話 | マグの神秘とぽんぽんぺいん       | 外原祥子 | あさをゆうじ | 密本麻衣            | 6月16日       | マグのトリガーアクション 期間限定クエスト 生理現象                                    |
| 第12話 | カノジョの素顔と別の顔           | 外原祥子 | あさをゆうじ | 密本麻衣            | 6月23日       |                                                                                       |
| 第13話 | 酔いどれてヤラカシて             | 外原祥子 | あさをゆうじ | 密本麻衣            | 6月30日       | フランカ'sカフェのテーブル                                                            |
| 第14話 | トキめきボーダーライン           | 外原祥子 | あさをゆうじ | 密本麻衣            | 7月7日        | 下着とストッキング                                                                    |
| 第15話 | レアドロ☆KITA☆こない！           | 外原祥子 | あさをゆうじ | 密本麻衣 藤牧真由子 | 7月14日       | ★13以上の自動取得機能 サーペンプレンザー                                              |
| 第16話 | 物欲乙カレーション               | 外原祥子 | あさをゆうじ | 密本麻衣 藤牧真由子 | 7月21日       | アイテムの相場 (・ω・`)乙 これは乙じゃなくてポニーテールなんだからね                  |
| 第17話 | カジキの正体、カノジョの招待     | 外原祥子 | あさをゆうじ | 密本麻衣 藤牧真由子 | 7月28日       |                                                                                       |
| 第18話 | 天使と悪魔のセンタク             | 外原祥子 | あさをゆうじ | 密本麻衣 藤牧真由子 | 8月4日        |                                                                                       |
| 第19話 | ナンカやらしい？                 | 外原祥子 | あさをゆうじ | 密本麻衣 藤牧真由子 | 8月11日       | メイク                                                                                |
| 第20話 | 見ないで！スクショのヒミツ       | 外原祥子 | あさをゆうじ | 密本麻衣 藤牧真由子 | 8月18日       | カメラアングル                                                                        |
| 第21話 | 閉じたいトビラ、開けたいトビラ   | 外原祥子 | あさをゆうじ | 密本麻衣 藤牧真由子 | 8月25日       | チムマス フォトンツリー                                                               |
| 第22話 | みたらしさんは知っている         | 外原祥子 | あさをゆうじ | 密本麻衣 藤牧真由子 | 9月1日        |                                                                                       |
| 第23話 | ゼクト例の地に立つ！！           | 外原祥子 | あさをゆうじ | 密本麻衣 藤牧真由子 | 9月8日        |                                                                                       |
| 第24話 | 身近なあなたがまさかのアナタ     | 外原祥子 | あさをゆうじ | 密本麻衣 藤牧真由子 | 9月15日       | ファッション情報を見る                                                                |
| 第25話 | サヨナラみたらしさん！           | 外原祥子 | あさをゆうじ | 密本麻衣 藤牧真由子 | 9月22日       |                                                                                       |
| 第26話 | これからも煮コミュニケーション！ | 外原祥子 | あさをゆうじ | 密本麻衣 藤牧真由子 | 9月29日       |                                                                                       |